# امانوئل سیسرلی
امانوئل سیسرلی (انگلیسی: Emanuele Cicerelli؛ زادهٔ ۱۲ اوت ۱۹۹۴) بازیکن فوتبال اهل ایتالیا است.
از باشگاه‌هایی که در آن بازی کرده‌است می‌توان به باشگاه فوتبال سالرنیتانا اشاره کرد.